# Sarima yohenai
Sarima yohenai är en insektsart som beskrevs av Matsumura 1936. Sarima yohenai ingår i släktet Sarima och familjen sköldstritar. Inga underarter finns listade i Catalogue of Life.